# Doris Buresová
Doris Buresová (německy Doris Bures, * 3. srpna 1962 ve Vídni) je rakouská politička. Je členkou Sociálně demokratické strany Rakouska. V letech 2008–2014 zastávala post ministryně pro dopravu, inovace a technologie ve vládě Alfreda Gusenbaeura a v první i druhé vládě Wernera Faymanna. Od 2. září 2014 je předsedkyní rakouské Národní rady. Nahradila zesnulou Barbaru Prammer.